# مارتا تيبور
مارتا تيبور هي راكبة الكنو صربية، ولدت في 7 يونيو 1983 في سومبور في صربيا.

## وصلات خارجية
- مارتا تيبور على موقع اللجنة الأولمبية الدولية (الإنجليزية)
- مارتا تيبور على موقع أوليمبيديا (الإنجليزية)
- مارتا تيبور على موقع اللجنة الأولمبية الصربية (الصربية)